# 장동식
장동식(張東植, 1932년 4월 16일~)은 대한민국의 경찰 출신 정치인이다. 본관은 인동이고 경북 칠곡 출신이다.

## 이력
1955년 고등고시 사법과에 합격한 뒤 경찰 간부로 근무하였고, 제9대 국회의원을 역임하였다. 안보 교육을 담당하는 치안문제연구소의 초대 소장도 지냈다.

## 학력
- 국민대학교 법률학과 학사(1951년)
- 대한민국 국방대학교 행정학사 3기(1958년)

## 약력
- 제6회 고등고시 사법과합격
- 충청북도, 전라북도, 경상북도 경찰국장
- 서울특별시 경찰국장
- 내무부 치안국장
- 1973년 ~ 1984년 : 사단법인 치안문제연구소 소장
- 1977년 ~ 1979년 : 제9대 국회의원 (유신정우회)

## 역대 선거 결과
| 실시년도 | 선거 | 대수 | 직책     | 선거구           | 정당       | 득표수 | 득표율      | 순위 | 당락 | 비고 |
| -------- | ---- | ---- | -------- | ---------------- | ---------- | ------ | ----------- | ---- | ---- | ---- |
| 1973년   | 총선 | 9대  | 국회의원 | 통일주체국민회의 | 유신정우회 |        | \| \| 0% \| | 지명 |      | 초선 |
|          | 0%   |      |          |                  |            |        |             |      |      |      |